# Tokyo Metro

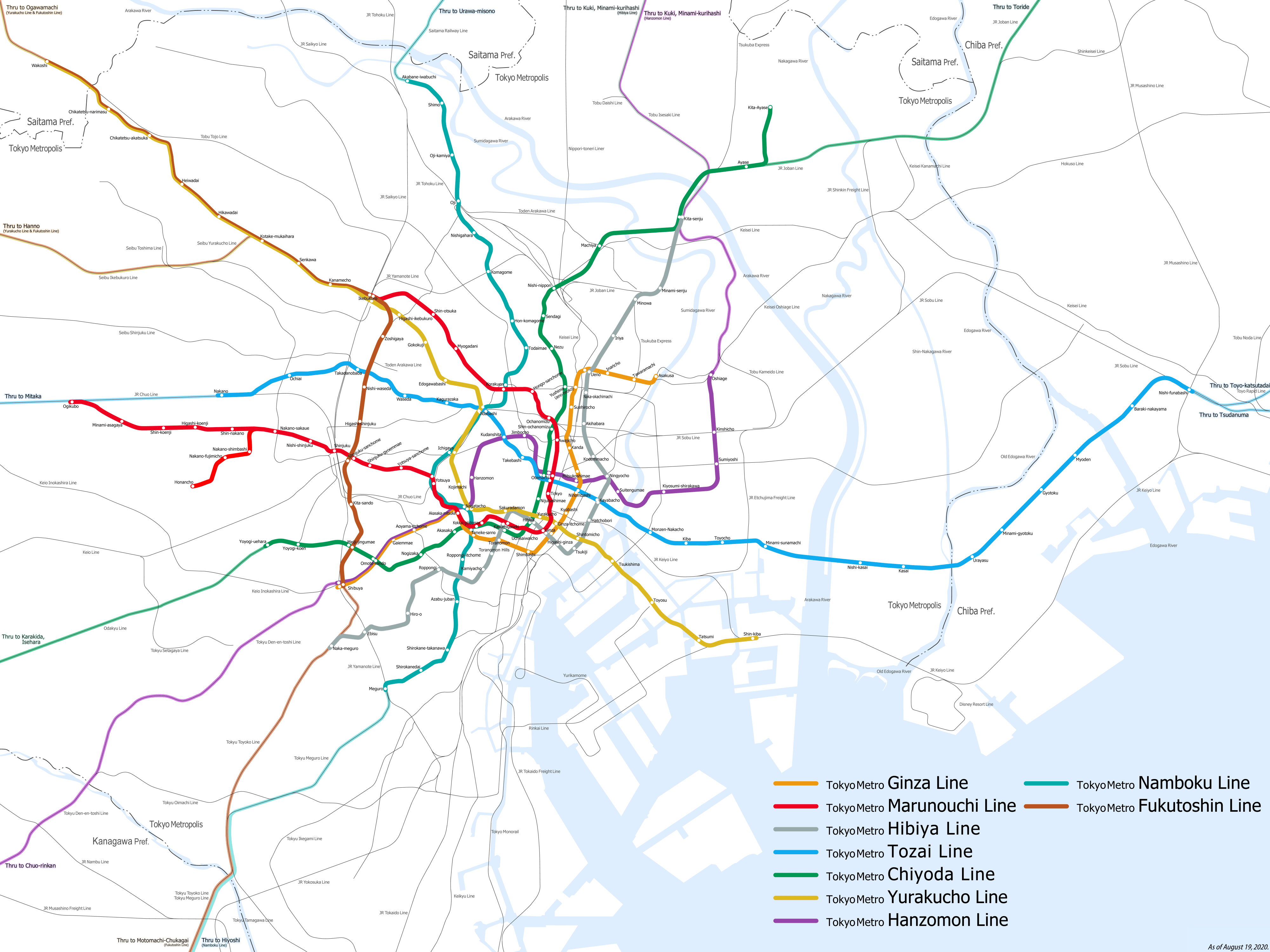
Tokyo Metro-lijnen

Tokyo Metro (東京メトロ, Tōkyō Metoro) is een van de twee metrosystemen in Tokio die samen de Metro van Tokio vormen. De andere is de Toei Metro.

## Beheerder
De maatschappij Tokyo Metro (東京地下鉄株式会社, Tōkyō Chikatetsu Kabushiki-gaisha ) is op 1 april 2004 ontstaan uit "Teito Rapid Transit Authority" (帝都高速度交通営団, Teito Kōsokudo Kōtsū Eidan). Deze maatschappij – die ook bekend was onder de naam "Eidan" – werd in 1941 opgericht voor de uitbreiding van de Ginza-lijn en de ontwikkeling en bouw van zeven andere lijnen (Marunouchi, Hibiya, Tozai, Chiyoda, Yurakucho, Hanzomon and Namboku). De Tokyo Metro is gedeeltelijk in handen van de prefectuur Tokio (46,6% ) en van de Japanse regering (53,4 %).
Het bedrijf voert een netwerk van 9 lijnen met 179 stations. Dagelijks bedient ze 6,22 miljoen passagiers.

## Lijnen
|   | Naam                       | Route                                       | Stations | Afstand | Aansluitingen                                          |
| - | -------------------------- | ------------------------------------------- | -------- | ------- | ------------------------------------------------------ |
| G | Ginza-lijn (銀座線)        | Shibuya−Asakusa                             | 18       | 14,3 km | −                                                      |
| M | Marunouchi-lijn (丸ノ内線) | Ikebukuro–Ogikubo                           | 24       | 24,2 km | −                                                      |
| m | (zijlijn) (丸ノ内線分岐線) | Nakano-sakaue−Hōnanchō                      | +3       | 3,2 km  | −                                                      |
| H | Hibiya-lijn (日比谷線)     | Naka-meguro–Kita-Senju                      | 21       | 20,3 km | Tōkyū Tōyoko-lijn, Tōbu Isesaki-lijn                   |
| T | Tōzai-lijn (東西線)        | Nakano–Nishi-Funabashi                      | 22       | 30,8 km | JR East Chūō-Sōbu-lijn, JR Sōbu-lijn, Tōyō Kōsoku-lijn |
| C | Chiyoda-lijn (千代田線)    | Yoyogi-uehara–Ayase                         | 19       | 21,9 km | JR Jōban-lijn, Odakyū Odawara-lijn, Odakyū Tama-lijn   |
| C | (zijlijn) (千代田線支線)   | Ayase–Kita-Ayase (overstappen noodzakelijk) | +1       | 2,1 km  | −                                                      |
| Y | Yūrakuchō-lijn (有楽町線)  | Wakōshi–Shin-kiba                           | 24       | 28,3 km | Tōbu Tōjō-hoofdlijn, Seibu Yūrakuchō-lijn              |
| Z | Hanzōmon-lijn (半蔵門線)   | Shibuya−Oshiage                             | 14       | 16,9 km | Tōkyū Den'entoshi-lijn, Tōbu Isesaki-lijn              |
| N | Namboku-lijn (南北線)      | Akabane-iwabuchi–Meguro                     | 19       | 21,3 km | Tōkyū Meguro-lijn, Saitama Kōsoku-lijn                 |
| F | Fukutoshin-lijn (副都心線) | Wakōshi–Shibuya                             | 16       | 20,2 km | Tōbu Tōjō-hoofdlijn, Seibu Yūrakuchō-lijn              |

## Stations
De drukste stations in het netwerk van de Tokyo Metro in 2008 waren:
| Station              | Gemiddeld aantal passagiers per dag |
| -------------------- | ----------------------------------- |
| Station Ikebukuro    | 505.540                             |
| Station Kita-Senju   | 306.865                             |
| Ōtemachi             | 292.849                             |
| Station Ginza        | 267.029                             |
| Station Shibuya      | 237.339                             |
| Station Shinjuku     | 232.044                             |
| Station Shimbashi    | 220.772                             |
| Station Ueno         | 213.522                             |
| Station Takadanobaba | 187.845                             |
| Station Nihombashi   | 178.094                             |